# 悉尼城市鐵路
雪梨城市鐵路，中文簡稱城鐵（英語：CityRail）是雪梨歷史上的市内和周邊的城際鐵路運營機構，是澳洲新南威爾士州政府機構新南威爾士州鐵路局（RailCorp）旗下的業務部門。城市鐵路創立於1988年，2013年終止運作，其市郊客運職責由新的運營機構Sydney Trains替代，後者繼承了“城市鐵路”的中文名稱，而城際客運職責則由新州鐵路（NSW Trainlink）替代。
雪梨城市鐵路糅合地下鐵路，城市鐵路，近郊鐵路的特色，提供市區及市郊的快速公共運輸服務。繁忙時間於主要路綫班次約三分鐘一班車，非繁忙時間班次約10-15分鐘，週末列車班次約15-30分鐘，而某些路綫的聯合班次則較頻密。
自1855年首條路綫開通至今，雪梨城市鐵路網絡長達961公里、車站數目178個，已成為全球錯綜複雜的市區鐵路系統之一。
悉尼城市鐵路 (1988-2013)是軌道運輸標竿聯盟（NOVA）的成員之一。

## 組織結構
新南威爾士的《1988年交通管理法令》設立了城市鐵路（CityRail）機構，在1990年的議會開幕式上州督第一次將城市鐵路與上級機構州鐵路局（State Rail Authority）分別提到。2004年1月1日，新州政府全資所有的公司鐵路公司（RailCorp）接收了原州鐵路局的所有職責，以後更增加了原鐵路基礎設施公司（Rail Infrastructure Corporation）及鐵路使用公司（Rail Access Corporation）的職責。鐵路公司後來成了一個政府機構，是現時的新南威爾士州鐵路局，英文名RailCorp保持不變。
2011年11月，新的政府機構新南威爾士州交通局 (Transport for NSW)成立，鐵路局與城市鐵路成為新州交通局旗下的政府機構。

## 歷史
雪梨城市鐵路歷史可追溯至新南威爾士洲1855年首條通車的路綫：雪梨至巴拉瑪打，該路綫由政府經營客貨運業務。接著州鐵路網以雪梨及紐卡素的城區運輸為主、城際與鄉村地區為輔，快速地向外延伸。此時火車動力仍為蒸氣，1920年代時才逐步換成柴油動力。
1920、1930年代興建的地鐵系統是由澳洲受敬重的工程師—布萊德菲爾德規劃建造，其代表作為雪梨大橋。

### 電氣化
1926年，首條電氣化路綫（中央車站 - 奧特利）及第一條市中心的地鐵（中央車站 - 聖占士）完工通車，後來其他路綫也逐步電氣化。1932年雪梨大橋通車，市內商業區的地下鐵路綫通車，開行中央車站經商業區至北岸區。
電氣化工程受第二次世界大戰爆發中斷，達成全路網電氣化時已是1948年。

### 裁撤
城市鐵路在2013年6月30日終止運營，其市郊鐵路客運職責由新的城市鐵路（Sydney Trains）替代，其城際客運職責則由新州鐵路（NSW Trainlink）替代。

## 鐵路網絡

### 市内線

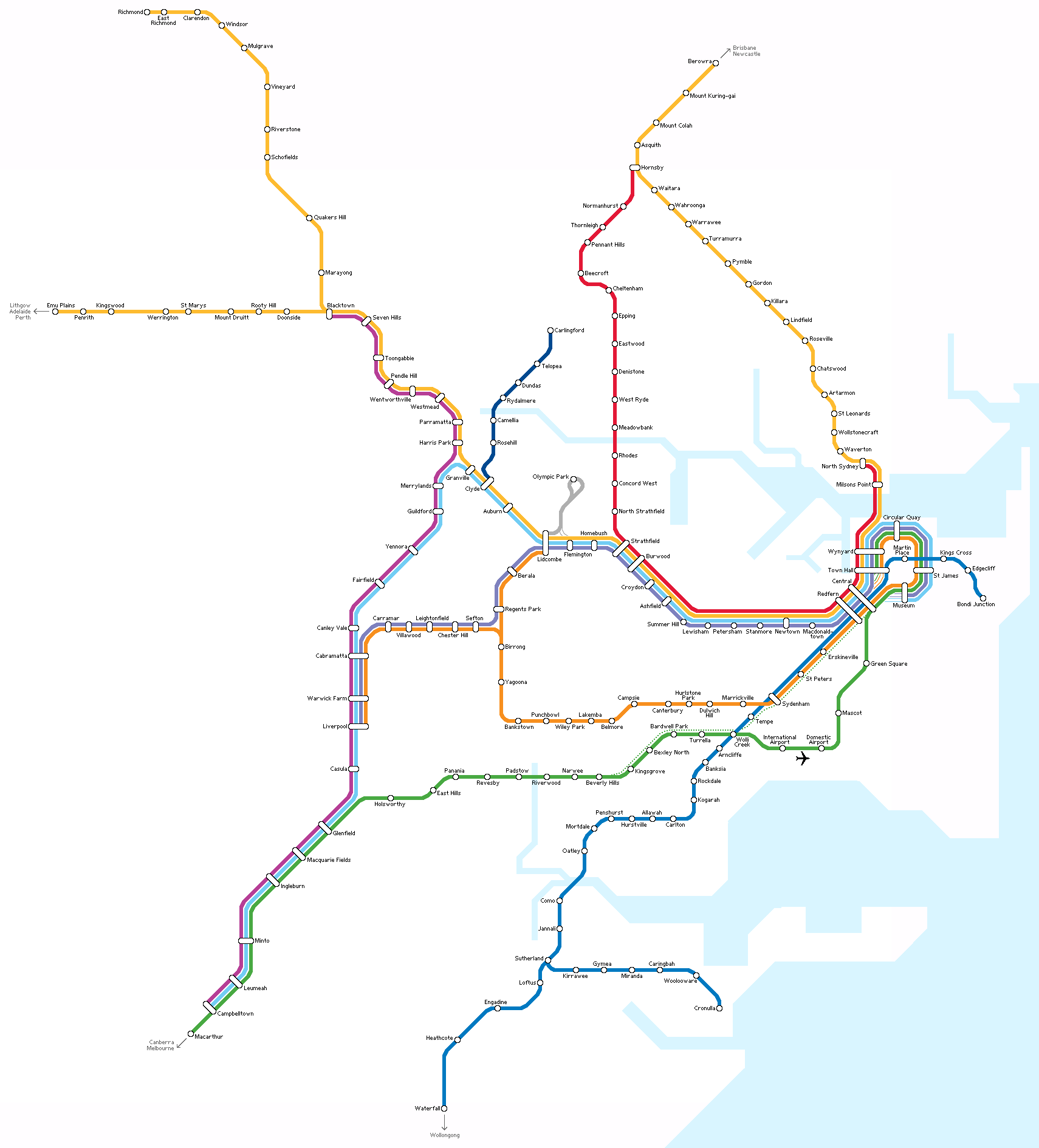
舊城市鐵路2006年的鐵路網絡 (使用城市鐵路顏色)，不包括在2009年開通的埃平至車士活鐵路線

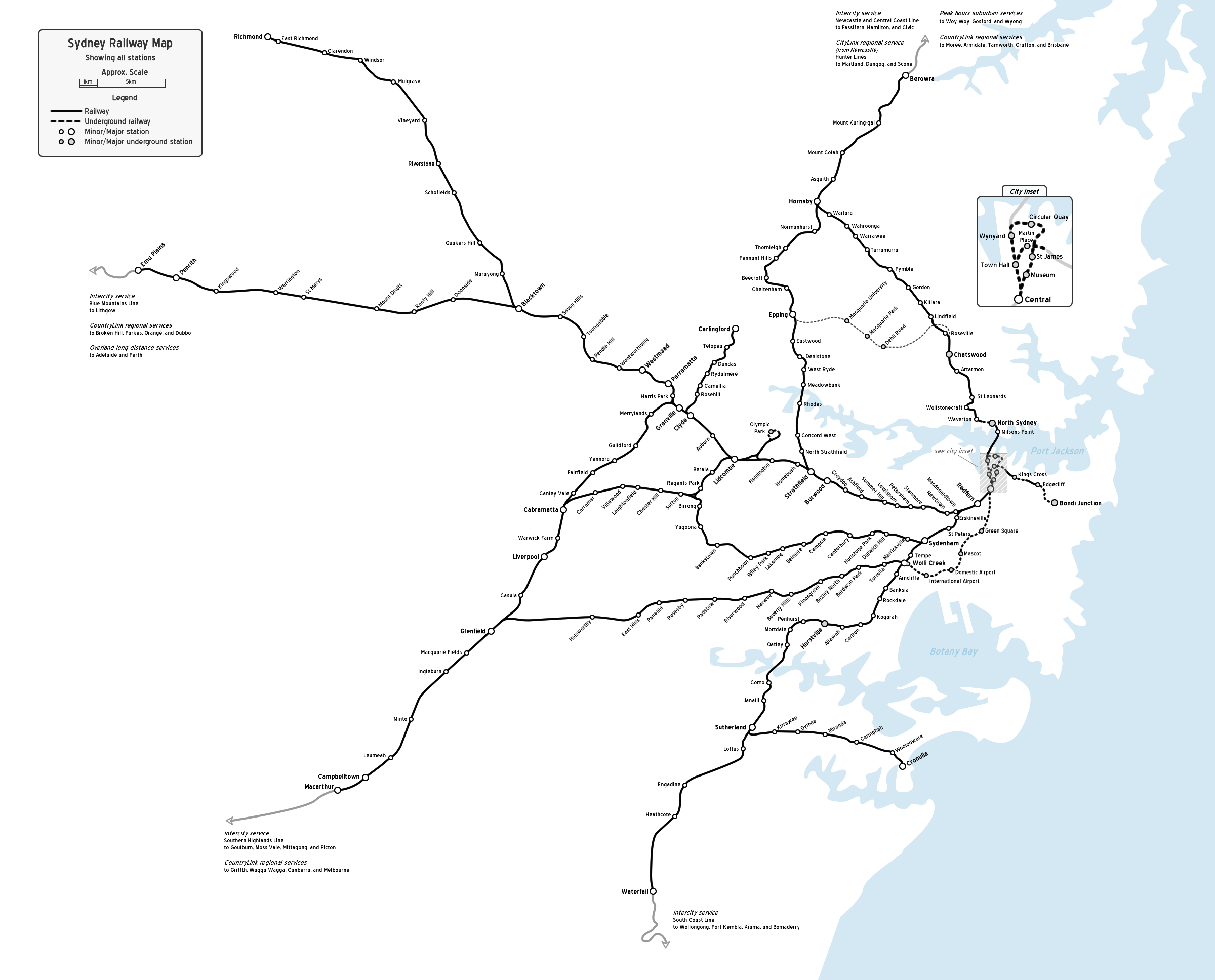
舊城市鐵路停止營運前的鐵路網絡

| 路線                             | 路線            | 服務區域                                                                  |
| -------------------------------- | --------------- | ------------------------------------------------------------------------- |
| North Shore & Western Line       | 北岸線 西區線   | 中央車站 至 寶路華 / 康士比 經 歌頓 中央車站 至 鴯鶓地 / 列治文 經 史卓菲 |
| Northern Line                    | 北區線          | 中央車站 至 康士比 經 麥覺理大學 中央車站 至 埃平 經 史卓菲               |
| Inner West Line                  | 城西線          | 市環 至 利物浦 經 史卓菲                                                  |
| South Line                       | 南區線          | 市環 至 金寶鎮 經 史卓菲                                                  |
| Airport & East Hills Line        | 機場線          | 市環 至 麥嘉特 經 機場                                                    |
| Bankstown Line                   | 彬士鎮線        | 市環 至 利物浦 經 彬士鎮 市環 至 利琴 經 彬士鎮                           |
| Eastern Suburbs & Illawarra Line | 城東線 伊拉華線 | 邦代 至 瀑布 / 康露娜 經 中央車站                                         |
| Cumberland Line                  | 金巴倫線        | 布拉克鎮 至 金寶鎮                                                        |
| Carlingford Line                 | 卡寧福線        | 克萊德 至 卡寧福                                                          |
| Olympic Sprint Line              | 奧林匹克公園線  | 利琴 至 奧運園                                                            |

### 遠郊線

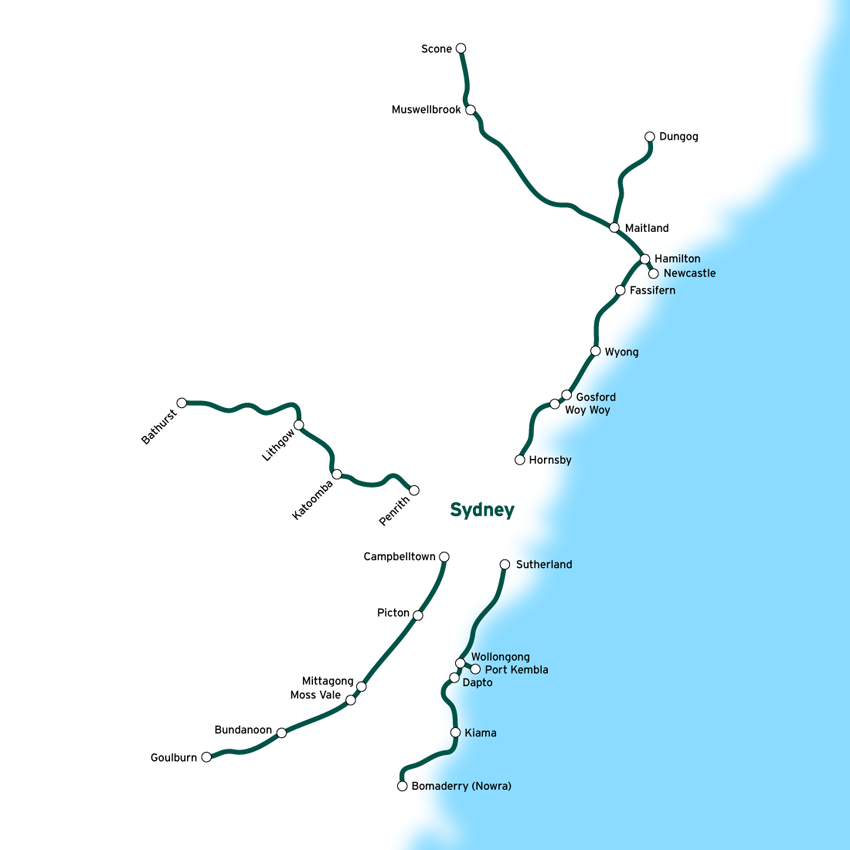
城市鐵路遠郊線地圖，不包括在雪梨內服務的車站

- ■ 南岸線：中央車站 - 臥龍崗 - 荊堡拉港 - 瑙拉
- ■ 高地線：金寶鎮 - 高爾本
- ■ 藍山線：中央車站 - 卡通巴 - 利富高 - 巴佛士
- ■ 紐卡素線：中央車站 - 紐卡素
- ■ 獵人谷線：紐卡素 - 史貢 或 鄧葛

### 深宵巴士 NightRide
深宵巴士 (NightRide) 是一項雪梨城市鐵路與雪梨私營巴士營辦商在1989年成立的服務，共有13條路線和120個巴士站，服務時間為午夜12時至清晨5時，乘客可以憑有效雪梨列車車票使用服務，而巴士路線號碼以「N」為開首。

## 車輛

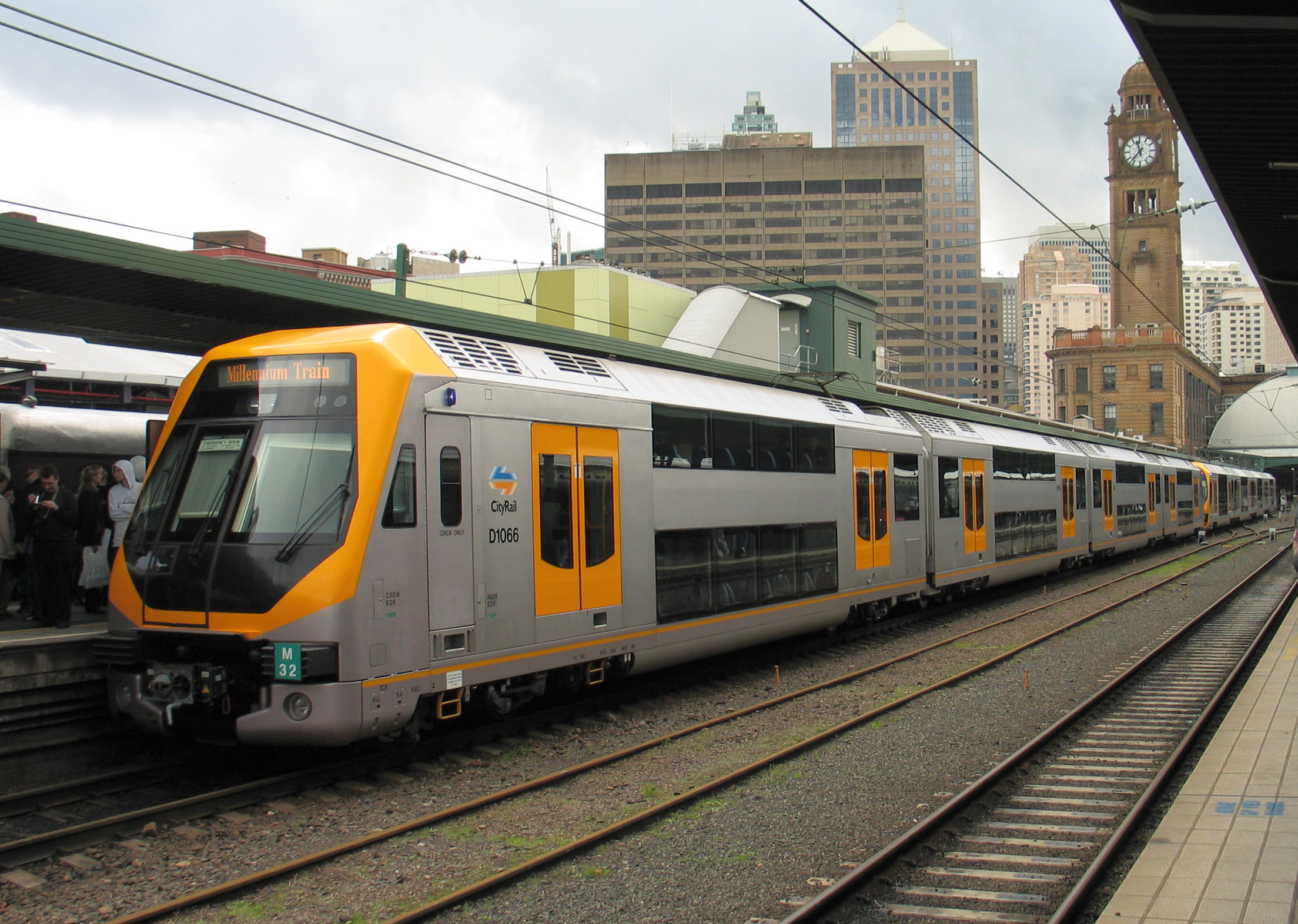
悉尼鐵路M系列車

### 城市鐵路車輛
所有列車均為雙層電動組合列車，以直流電1,500伏特的高架電纜系統提供電力，並採用1,435毫米的標準軌距 。

#### 近郊型列車
- A 系：Waratah
- M 系：Millennium
- T 系：Tangara
- C 系：Silver set - 斬波控制，有空調
- K 系：Silver set - 有空調
- S 系：Silver set - 無空調

#### 遠郊型列車
- H 系：OSCAR 雙層電動組合列車
- V 系：雙層電動組合列車
- Hunter 系：單層柴油組合列車
- Endeavour 系：單層柴油組合列車

### 管轄區域
城市鐵路有三個管轄區域，並由五間車廠負責日常維修。
- 第一區：麼谷車廠 ：城東線，伊拉華線
- 第二區：菲林明頓車廠：機場與東山線、城南線、彬士鎮線、金巴倫線、奧運線、卡寧福線
- 第三區：康士比車廠：北岸線、城北線、西區線

### 收費

#### 票務
舊城市鐵路終止運營前，使用1992年所推出的磁帶式車票。終止運營後，這些磁帶式車票最終被澳寶卡（Opal Card）取代。
與其他澳洲城市的自動售票系統不同，城市鐵路的票價系統是按距離計算的。

### 表現
雪梨城市鐵路服務的安全性及可靠性一直被評為強差人意，有分析認為，主因是市郊、城際及貨運服務須共用同一套鐵路系統，引致系統過份繁複及成本高昂。因為長期嚴重的虧損，新州政府每年均須補貼約一億八千萬，相等於百分之五的財政預算及多於三倍的車費收入。
在2005-2006年更新行車時間表後，列車延誤問題有所改善，超過九成列車能按時間表準時到達。儘管如此，香港鐵路有限公司在2007年仍發表報告，指出悉尼鐵路系統的可靠性仍然低於國際標準。

## 問題

### 安全
詳情可見雪梨城市鐵路路綫清理計畫。

### 罪行
一般來說，鐵路沿綫的治安都不差，這一點與歐美主要城市有所不同。不過，逃票的情況頗嚴重，而且影響了鐵路公司的收入。

## 外部連結
- 雪梨城市鐵路官方網站 （页面存档备份，存于）（已被重定向到現時營運機構的網站）